# Cmentarz ewangelicki w Koninie
Cmentarz ewangelicki w Koninie – czynny, zabytkowy ewangelicki cmentarz parafialny zlokalizowany w Koninie przy ul. Kolskiej. Należy do parafii ewangelicko-augsburskiej w Koninie.

## Historia
Pod koniec XVIII i na początku XIX wieku konińskich protestantów chowano wspólnie z katolikami na cmentarzu katolickim.
Nekropolię założono w 1846, kiedy to parafia ewangelicka zakupiła od nabywcy dawnych dóbr rządowych Stare Miasto plac przylegający do dotychczasowego cmentarza. Założycielem cmentarza był ówczesny koniński pastor, Justus Herman Otto Hinz. Spoczywa on na cmentarzu wraz ze swoim następcą, Karlem Henkelem.

## Architektura i pochówki
Obiekt założony jest na planie prostokąta i ma powierzchnię 0,3 hektara. Ogrodzony jest od strony ulicy murem z bramą wejściową. Od południa zwarta ściana grobowców wspiera stok wzgórza, na którym znajduje się cmentarz katolicki św. Bartłomieja. Od zachodu przylega do cmentarza prawosławnego.
Oprócz pastorów na cmentarzu pochowano m.in.:
- rodzinę fabrykancką Reymondów (grobowiec z czarnego granitu przy wejściu ze spiżową figurą Chrystusa, zaprojektowany przez berlińskiego artystę rzeźbiarza, Wilhelma Sipperlinga),
- nauczycielkę Stefanię Esse,
- rodzinę aptekarzy Laube,
- przedstawicieli protestanckiej gałęzi szlacheckiego rodu Zarembów,
- zegarmistrza Konrada Fulmera wraz z córką, Olgą Trenkler, małżonką cukiernika i hotelarza, Jerzego Trenklera, długoletniego kustosza kościoła Wang w Karpaczu,
- drukarza i księgarza, Ernsta Pawła Michela (zm. 1926),
- rodzinę kamieniarzy Torentzów, w tym Teodora Karola, budowniczego starego, nieistniejącego dworca Konin Czarków,
- pochodzącego prawdopodobnie ze Śląska Teodora Seidlitza,
- Adolfa Friemanna, ojca Witolda Friemanna, polskiego kompozytora, pianisty i dyrygenta[2].